# 금성교과서
금성교과서는 교과서 및 학습참고서를 주로 출판하는 대한민국의 출판사이다.

## 교과서 편찬 시스템
- 기획(조사연구 → 교과서 편찬 전략 수립 → 교과서 편찬 시스템 구축/가동)
- 개발(교과별 편집팀 ↔ 시각자료 제작팀, 교과서 집필팀, 멀티미디어 제작팀, 교과서 기획팀, 부설연구소, 디자인팀, 교수학습지원센터, 교사학생 자문단)

## 교과서 발행 역사
- 제3차 교육 과정(1973 ~ 1981) 고등학교 8종 9책
- 제4차 교육 과정(1982 ~ 1987) 중학교 5종 13책 / 고등학교 12종 18책
- 제5차 교육 과정(1988 ~ 1994) 중학교 6종 16책 / 고등학교 27종 38책
- 제6차 교육 과정(1995 ~ 1999) 중학교 4종 10책 / 고등학교 54종 57책
- 제7차 교육 과정(2000 ~ ) 중학교 8종 28책 / 고등학교(고1 과정) 13종 15책 / 고등학교(심화과정) 18종 26책 / 인정교과서
- 2007 개정 교육과정(2009 ~ ) 초등학교 / 중학교 / 고등학교
- 2009 개정 교육과정(2013 ~ ) 초등학교 / 중학교 / 고등학교
- 2015 개정 교육과정(2018 ~ ) 초등학교 3~4학년 / 중학교 / 고등학교

## 같이 보기
- 금성출판사